# Bisbat de Freising

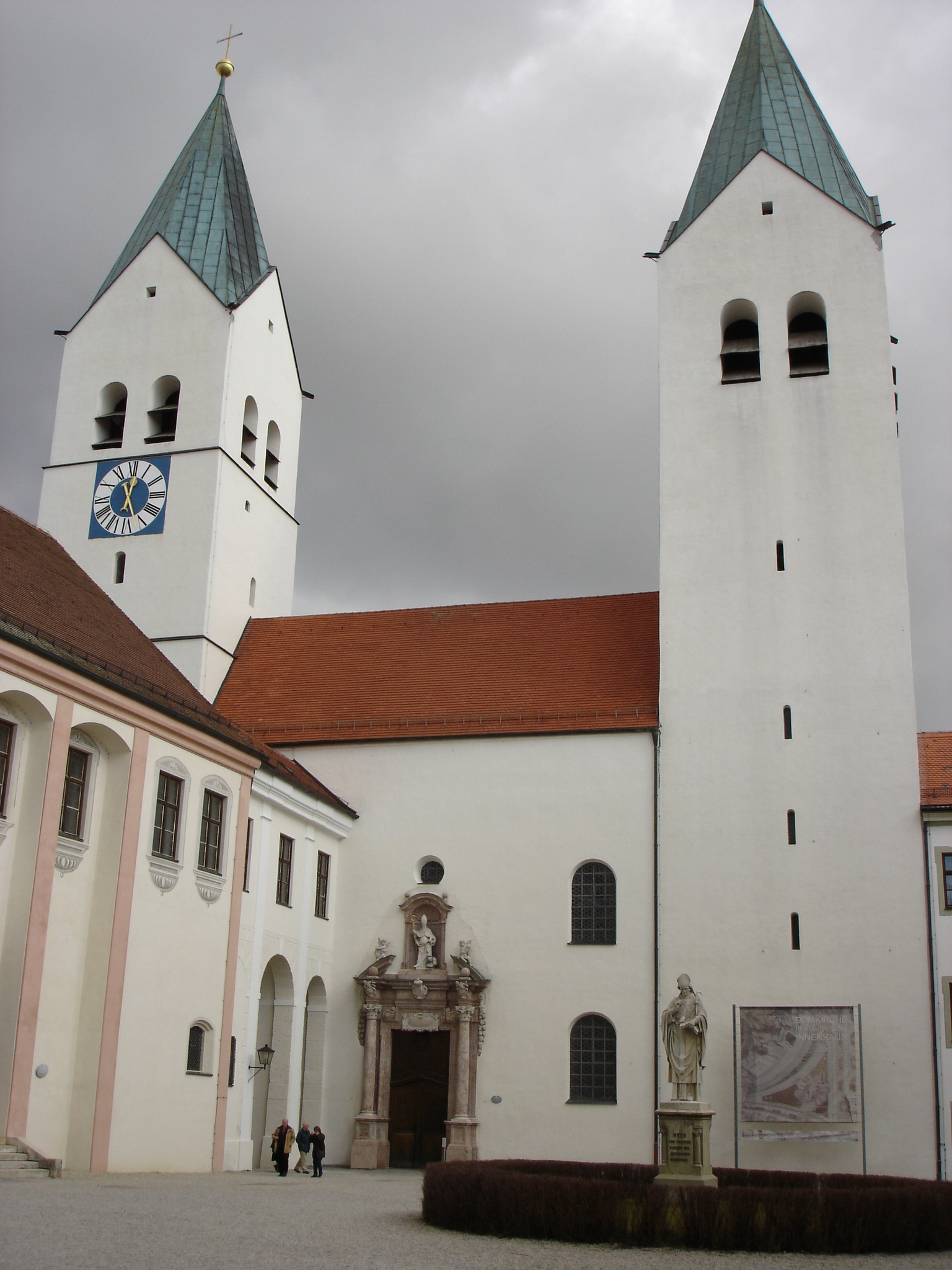
Catedral

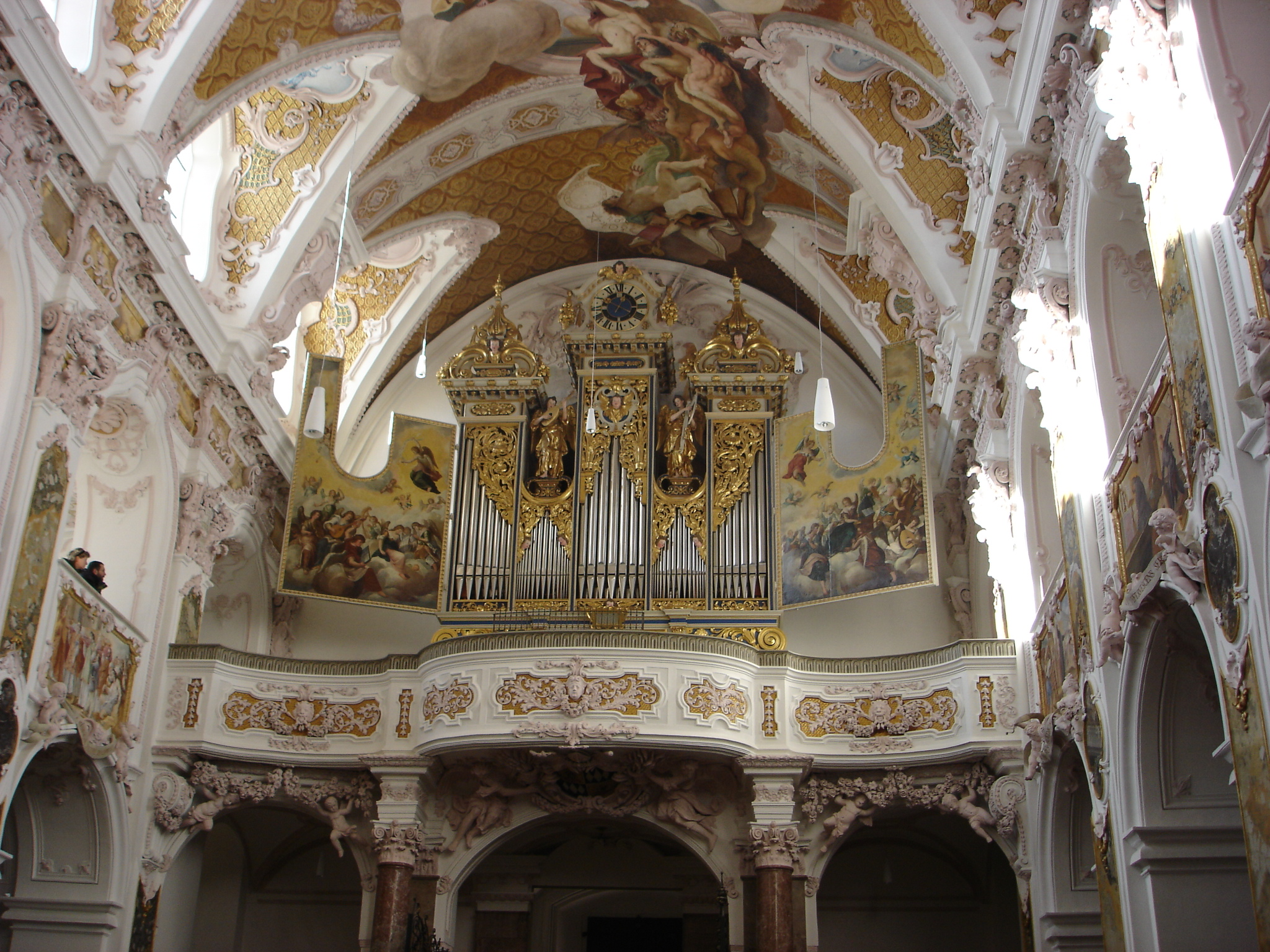
Orgue

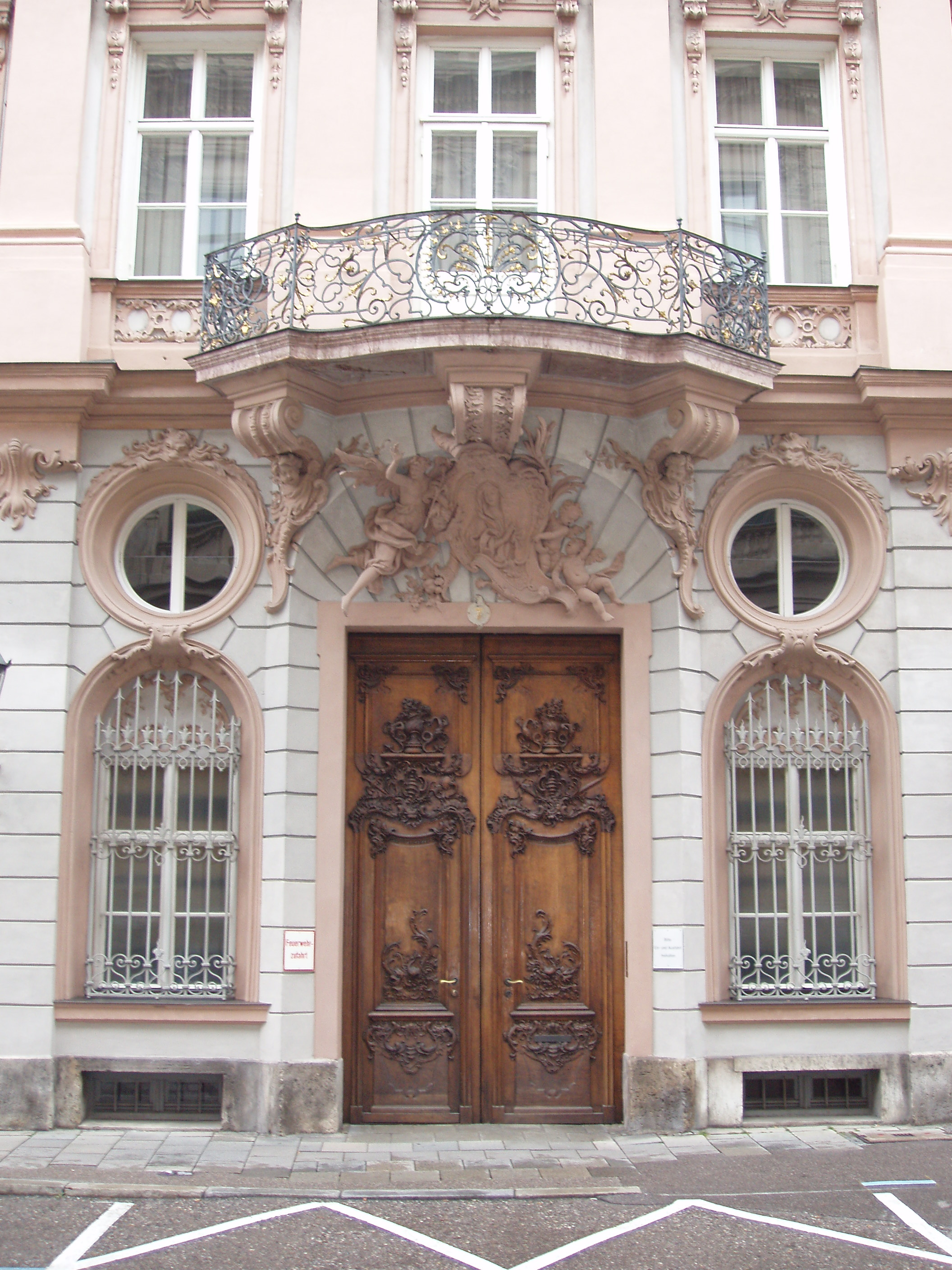
Palau arquebisbal (Palau Holnstein)

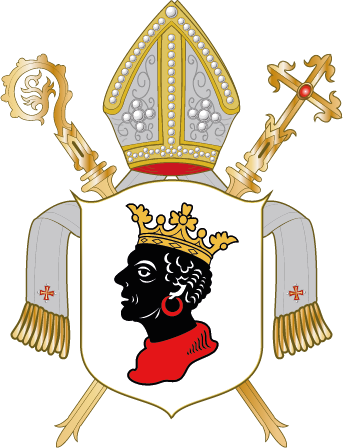
Escut de l'arxidiòcesi

El bisbat de Freising fou una jurisdicció eclesiàstica del Sacre Imperi, origen de la moderna Arxidiòcesi de Múnic i Freising (alemany: Erzbistum München und Freising, llatí: Archidioecesis Monacensis et Frisingensis) que és una jurisdicció eclesiàstica o diòcesi de l'Església Catòlica Romana a Baviera, Alemanya. Està dirigida per l'Arquebisbe de Múnic i Freising, que administra la seu des de la cocatedral a Múnic, la Frauenkirche, que mai no s'anomena en alemany com catedral de Múnic. L'altra cocatedral, molt més vella, és la catedral de Freising.
La seu fou establerta aproximadament el 739 per Bonifaci de Fulda com a Diòcesi de Freising i al segle xi els territoris de domini temporal del bisbes es convertiren en un principat-bisbat que fou reconegut i ratificat el 1294. El 1803 amb la secularització dels estats eclesiàstics alemanys i l'esfondrament del Sacre Imperi, el principat-bisbat va desaparèixer annexionat a l'electorat i regne de Baviera, encara que un bisbe titular va governar fins a l'1 d'abril de 1818, quan la diòcesi fou elevava pel papa Pius VII a arxidiòcesi. Fou dividida en 40 deganats i 758 parròquies. Té com a sufraganis al bisbat d'Augsburg, el bisbat de Passau i el bisbat de Regensburg (Ratisbona). L'arquebisbe més famós en fou Joseph Ratzinger, que més tard fou elegit papa com Benet XVI.

## Territori
La diòcesi comprèn part del sud de Baviera.
La seu episcopal és la ciutat de Múnic, on es troba la catedral de la Verge Maria. A Freising es troba la cocatedral de Santa Maria i sant Corbinià.
Al territori es troben quatre basíliques menors: la basílica de l'Assumpció a Tuntenhausen, la basílica de l'Assumpció i de la Santa Creu a Scheyren, la basílica de Sant Martí i Càstul a Landshut i l'basílica de Nostra Senyora Assumpta a Ettal.
El territori s'estén sobre 11.998 km², i està dividit en 748 parròquies, agrupades en 3 regions pastorals i 40 vicariats.

### La província eclesiàstica
La província eclesiàstica de Múnic i Freising, instituïda el 1818, comprèn les següents diòcesis sufragànies:
- diòcesi d'Augsburg
- diòcesi de Passau
- diòcesi de Ratisbona

## Història
L'any 716 sant Corbinià arribà a Baviera per donar una organització a l'Església. Erigí un monestir benedictí sobre un turó prop de Freising.
La diòcesi de Freising va ser erigida l'any 739 per sant Bonifaci.
Des del 1239 els bisbes de Freising van ser també prínceps-bisbes. La diòcesi s'estenia sobre una vasta àrea, 
Inclòs San Candido, ara a Itàlia. Era sufragàniade l'arxidiòcesi de Salzburg.
Amb el final del Sacre Imperi Romanogermànic i la secularització dels principats eclesiàstics (1803), Freising va viure un llarg període de sede vacante, durant el qual va patir danys severs en els seus actius.
Després del concordat de 1817 entre el Regne de Baviera i la Santa Seu, la seu del bisbe es va traslladar a Múnic i va ser elevada al rang d'arxidiòcesi metropolitana amb el nom actual. Aquestes disposicions van ser consagrades l'1 d'abril de 1818 amb la butlla Dei ac Domini Nostri del Papa Pius VII, que també preveia que la nova arxidiòcesi incorporaria tots els territoris de Baviera de la suprimida diòcesi de Chiemsee, de l'arxidiòcesi de Salzburg i de la prebostura de Berchtesgaden.
El primer arquebisbe, Lothar Anselm von Gebsattel, elegit el febrer de 1818, va haver d'esperar fins al 15 d'agost de 1821 per ser consagrat, a causa de desacords sobre l'aplicació del concordat.

## Episcopologi
Bisbes de Freising
- Sant Corbinià (723-730; fundador de l'orde benedictí a Freising, encara que la diòcesi no es va organitzar fins al 739 per obra de Bonifaci de Fulda)
- Erembert (739-747; germà de l'anterior
- Josep de Freising, també conegut com a Josep de Verona (747-764)
- Arbeu (764-783)
- Attó (784-810)
- Hittó (811-834)
- Erchambert (835-854)
- Annó (855-875)
- Arnold (875-883)
- Waldo (883-903)
- Uttó (903-907)
- Dracholf (907-926)
- Wolfram (926-937)
- Lantbert (937-957)
- Abraham (957-994)
- Gottschalk (994-1006)
- Egilbert de Moosburg (1006-1039)
- Nitker (1039-1052)
- Ellenhard comte de Meran (1052-1078)
- Meginhard comte de Scheyern (1078-1098)
- Heinrich I d'Ebersdorf (1098-1137)
- Otó I (1138-1158)
- Albert I (1158-1184)
- Otó II (1184-1220)
- Gerold von Waldeck (1220-1230)
- Konrad I von Tölz und Hohenburg (1230-1258)
- Konrad II of Wittelsbach (1258-1278)
- Friedrich von Montalban (1279-1282)
- Emicó de Wittelsbach (1283-1311)

Prínceps-bisbes
- Gottfried von Hexenagger (1311-1314)
- Konrad III der Sendlinger (1314-1322)
- Johannes I Wulfing (1323-1324)
- Konrad IV von Klingenberg (1324-1340)
- Johannes II Hake (1340-1349)
- Albert II de Hohenberg (1349-1359)
- Paul von Jägerndorf (1359-1377)
- Leopold von Sturmberg (1377-1381)
- Berthold von Wehingen (1381-1410)
- Konrad V von Hebenstreit (1411-1412)
- Hermann Graf von Cilli (1412-1421)
- Nicòdem della Scala (1421-1443)
- Heinrich II von Schlick (1443-1448)
- Johann Grünwald (1448-1452)
- Johann Tulbeck (1453-1473)
- Sixtus de Tannberg (1474-1495)
- Robert del Palatinat (1495-1498)
- Felip del Palatinat (1499-1541)
- Heinrich Pfalzgraf von Rhein (1541-1552)
- Leo Lösch von Hilkershausen (1552-1559)
- Moritz von Sandizell (1559-1566)
- Ernest de Baviera (1566-1612)
- Stephan von Seiboldsdorf (1612-1618)
- Veit Adam Gepeckh von Arnsbach (1618-1651)
- Albrecht Sigmund de Baviera (1651-1685)
- Josep Climent de Baviera (1685-1694)
- Johann Franz Freiherr von Eckher von Kapfing und Liechteneck (1695-1727)
- Joan Teodor de Baviera (1727-1763)
- Climent Wenceslau de Saxònia (1763-1768)
- Ludwig Joseph Freiherr von Welden auf Laupheim und Hohenaltingen (1769-1788)
- Max Polykarp Reichsgraf von Törring-Jettenbach (1788-1789)
- Joseph Konrad Freiherr von Schroffenberg, C.R.S.A. (1790-1803)
- Joseph Jakob von Heckenstaller, Vicari (eclesiàstic)vicari capitular (1803-1818) fou també nomenat primer un general vicari del metropolità a Salzburg, i aviat delegat papal com "vicari capitular apostòlic", però mai no va arribar a arquebisbe i va renunciar el 16 de febrer de 1818). Les funcions episcopals foren exercides pel bisbe auxiliar Johann Nepomuk Wolf.

Arquebisbes de Múnic i Freising
- Lothar Anselm Freiherr von Gebsattel (1818-1846) confirmat aviat, però primer només com a administrador apostòlic; arquebisbe l'1 de novembre de 1821; mort 1 d'octubre de 1846.
- Karl agost Cardinal Graf von Reisach (1846-1856)
- Gregor (Leonhard Andreas) von Scherr, O.S.B. (1856-1877)
- Antonius von Steichele (1878-1889)
- Antonius von Thoma (1889-1897)
- Franz Joseph von Stein (1897-1909)
- Franziskus von Bettinger (1909-1917) cardenal des de 25 de maig de 1914
- Michael von Faulhaber (1917-1952) cardenal des de 7 de març de 1921
- Joseph Wendel (1952-1960), cardenal des de 12 de gener de 1953
- Julius Döpfner (1961-9176) ja era cardenal el 1961
- Joseph Ratzinger (nomenat 24 de març de 1977; renuncia el 15 de febrer de 1982), cardenal des de 27 de juny de 1977
- Friedrich Wetter (1982-2007), cardenal 25 de maig de 1985
- Reinhard Marx (2007-), cardenal des de 20 de novembre de 2010)

## Estadístiques
A finals del 2013, la diòcesi tenia 1.759.896 batejats sobre una població de 3.603.361 persones, equivalent al 48,8% del total.
| any  | població  | població  | població | sacerdots | sacerdots       | sacerdots       | sacerdots             | diaques | religiosos | religiosos | parròquies |
| ---- | --------- | --------- | -------- | --------- | --------------- | --------------- | --------------------- | ------- | ---------- | ---------- | ---------- |
| any  | batejats  | total     | %        | total     | clergat secular | clergat regular | batejats por sacerdot | diaques | homes      | dones      |            |
| 1950 | 1.744.574 | 2.057.220 | 84,8     | 2.106     | 1.327           | 779             | 828                   |         | 1.076      | 7.537      | 551        |
| 1970 | 2.288.085 | 2.854.354 | 80,2     | 1.719     | 1.464           | 255             | 1.331                 |         | 713        | 8.007      | 614        |
| 1980 | 2.200.000 | 2.900.000 | 75,9     | 1.717     | 1.235           | 482             | 1.281                 | 35      | 751        | 5.808      | 753        |
| 1990 | 2.090.078 | 2.924.904 | 71,5     | 1.547     | 1.112           | 435             | 1.351                 | 105     | 646        | 4.783      | 755        |
| 1999 | 1.901.570 | 3.269.000 | 58,2     | 1.359     | 944             | 415             | 1.399                 | 157     | 594        | 3.512      | 755        |
| 2000 | 1.885.350 | 3.304.000 | 57,1     | 1.351     | 931             | 420             | 1.395                 | 169     | 588        | 3.218      | 756        |
| 2001 | 1.874.835 | 3.343.000 | 56,1     | 1.349     | 938             | 411             | 1.389                 | 174     | 604        | 3.085      | 757        |
| 2002 | 1.855.153 | 3.392.400 | 54,7     | 1.362     | 936             | 426             | 1.362                 | 188     | 621        | 3.017      | 757        |
| 2003 | 1.840.425 | 3.415.000 | 53,9     | 1.355     | 928             | 427             | 1.358                 | 193     | 617        | 2.926      | 757        |
| 2004 | 1.824.758 | 3.425.000 | 53,3     | 1.344     | 915             | 429             | 1.357                 | 193     | 608        | 2.726      | 757        |
| 2013 | 1.759.896 | 3.603.361 | 48,8     | 1.216     | 806             | 410             | 1.447                 | 255     | 539        | 2.159      | 748        |